# Campo petrolífero de Ayoluengo

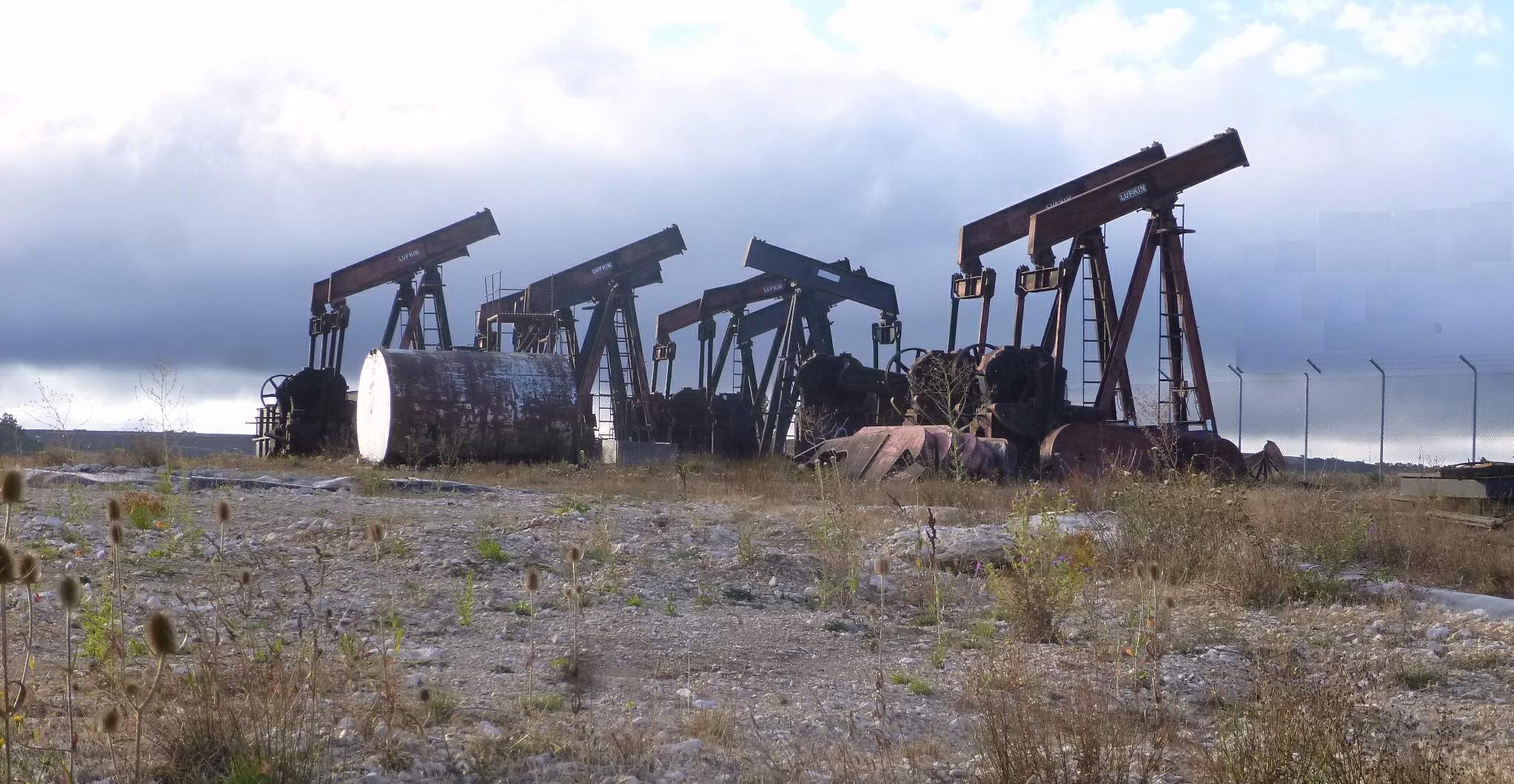
Instalaciones del campo petrolífero de Ayoluengo, en agosto de 2017.

El campo petrolífero de Ayoluengo fue una instalación petrolífera española situada en el municipio de Sargentes de la Lora, en la provincia de Burgos. Estuvo activo entre 1967 y 2017, período durante el cual constituyó el único campo petrolífero que operó en España. Su capacidad de producción, sin embargo, fue limitada. En la actualidad el antiguo recinto se encuentra clausurado al servicio y está catalogado como bien de interés cultural con la categoría de conjunto etnológico.

## Historia

### Orígenes
Desde principios del siglo XX ya se sospechaba de la existencia de bolsas de petróleo en el subsuelo de la comarca burgalesa de La Lora y durante la Guerra Civil se realizaron perforaciones. En junio de 1964 se descubrió la existencia de un yacimiento petrolífero en Ayoluengo durante una exploración. Los trabajos fueron realizados por la empresa mixta Amospain-CAMPSA, participando en el consorcio las sociedades norteamericanas Standard Oil of California y Texaco. El histórico momento se produjo el 6 de junio de 1964 cuando, llegando a los 1348 metros de profundidad, un gran chorro surgió, alcanzando una altura que algunos de los testigos cifraron en "casi cincuenta metros". Según la prensa, además de los trabajadores, ya se habían congregado bastantes personas a la espera del suceso, con cámaras de fotos e incluso algún tomavistas, los cuales se ducharon en el negro líquido. Se evaluó en unos 6000 los litros emitidos cubriendo una extensión de unos 200 metros.

### Explotación comercial
El 9 de febrero de 1967 se inicia su explotación comercial del yacimiento, la cual había sido autorizada oficialmente unas semanas antes, el 29 de diciembre de 1966. 

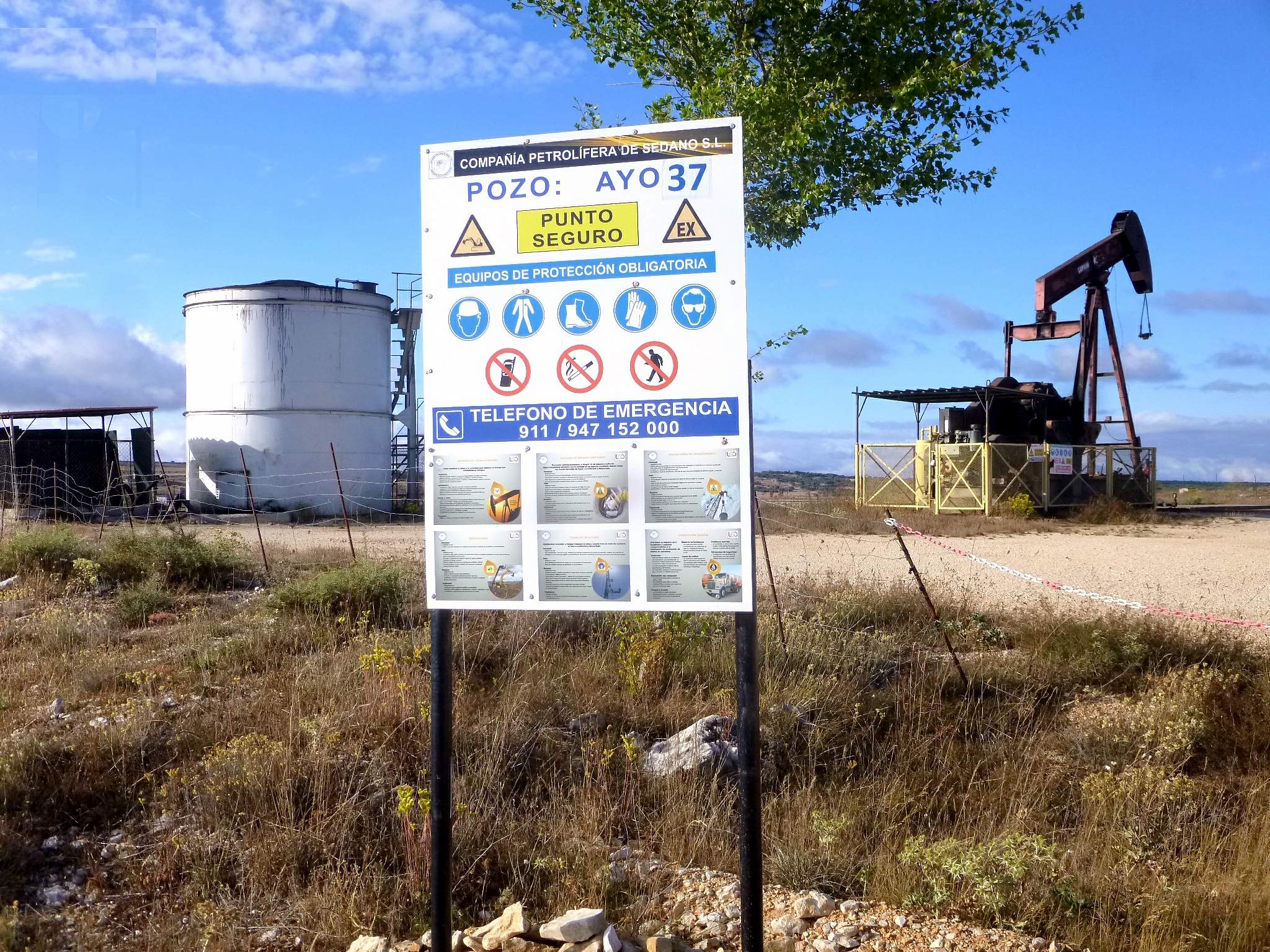
El pozo petrolífero Ayo 37, en las inmediaciones de Ayoluengo.

El 7 de abril de 1967 fue aprobada la construcción y utilización de un oleoducto de 11 km entre Ayoluengo y Quintanilla Escalada, instalándose la estación petrolífera que ha llegado hasta la actualidad. El descubrimiento de esta reserva despertó unas grandes expectativas, si bien estas no tardaron en desvanecerse cuando se comprobó que de su explotación solo se obtenían 150 barriles al día. En su momento al yacimiento se le calcularon unas reservas explotables de al menos unos doce millones de barriles. Para 1975 las instalaciones tenían una producción anual de 33 000 toneladas. La escasez del crudo, junto con su baja calidad —al presentar el hidrocarburo trazas de arsénico y azufre—, hicieron inviable el refinado del petróleo de la Lora con la tecnología disponible en la época de mayor producción. Su único aprovechamiento comercial fue servir como combustible industrial, que era quemado en calderas de fábricas de Burgos y provincias limítrofes.
La explotación de Ayoluengo no cumplió con las expectativas creadas y, a la larga, nunca llegó a tener un verdadero impacto en la economía española. Su influencia a nivel local sí tuvo una incidencia mayor, aunque solo inicialmente. La posibilidad de llevar el petróleo hasta la refinería de Somorrostro, en Vizcaya, a través de un oleoducto construido a tal efecto, nunca pasó de mera sugerencia en los momentos iniciales de euforia. La tubería entre Ayoluengo y la terminal de carga de Quintanilla Escalada estuvo en servicio hasta 1993, fecha en que esta fue desmantelada; a partir de entonces la producción pasó a ser transportada en camiones cisterna. En los últimos años el petróleo extraído, repartido en cisternas y bidones, era transportado por camiones directamente desde el campo y los pozos.
Desde 2007 el complejo de Ayoluengo fue operado por la Compañía Petrolífera de Sedano, una filial de la británica Columbus Energy Resources. En enero de 2017, una vez finalizada la concesión de 50 años, cesó la explotación comercial del yacimiento. Estaba previsto el desmantelamiento parcial de las instalaciones, a la espera de un concurso para un nuevo período según las estipulaciones oficiales. Sin embargo, en noviembre de 2018 el Gobierno de España forzó a Columbus Energy Resources a que clausurase el último pozo que permanecía operativo en Ayoluengo, en labores de mantenimiento. La compañía británica manifestó su «decepción» por esta decisión, ya que esperaba una nueva licitación del proyecto. Esto puso fin definitivamente a la actividad petrolífera en la zona.

### Revalorización cultural

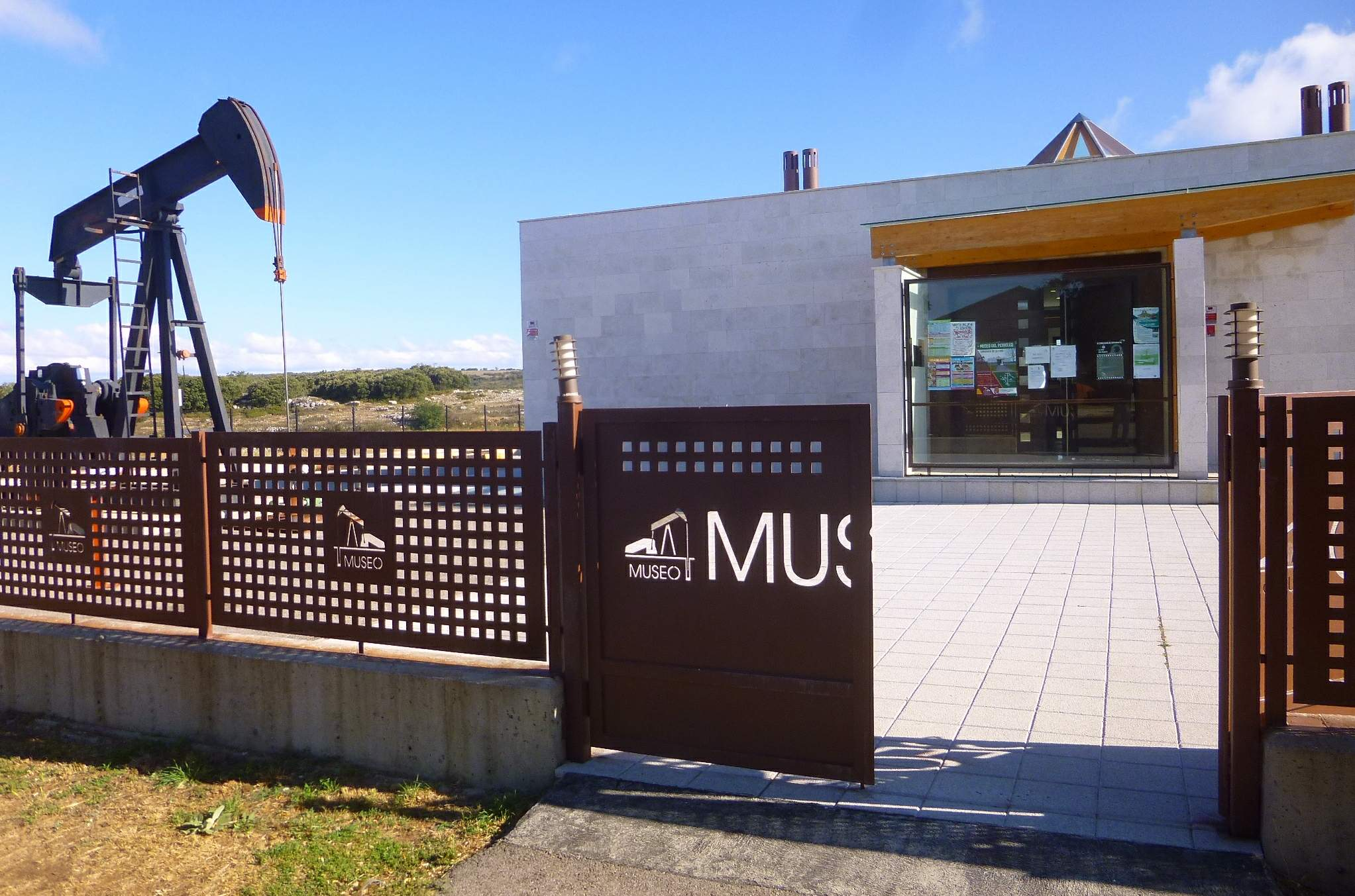
El Museo del Petróleo, en Sargentes de la Lora

En marzo de 2015 abrió sus puertas en Sargentes de Lora el denominado Museo del Petróleo, el primero de este tipo en España, cuyo enfoque abarcaba desde las cuestiones técnicas relacionadas con la extracción del petróleo a su historia en la comarca. El 11 de marzo de 2022 el complejo de Ayoluengo fue declarado bien de interés cultural, con la categoría de conjunto etnológico, mediante un acuerdo publicado en el Boletín Oficial de Castilla y León el día 15 de ese mismo mes.